# 安德里伊夫卡 (尼任区)
50°56′54″N 31°28′19″E / 50.94833°N 31.47194°E
安德里伊夫卡（烏克蘭語：Андріївка），是烏克蘭北部切爾尼戈夫州尼任區诺西夫卡市镇内的村落。面積0.01平方公里，海拔高度118米，2001年人口81，人口密度每平方公里6,750人。